# Panneau de signalisation d'un stationnement interdit ou réglementé en France
Pour signaler une réglementation du stationnement, on utilise soit l'un des panneaux de signalisation routière B6a1 (stationnement interdit), B6a2 ou B6a3 (stationnement réglementé) éventuellement complété par un panonceau, soit un marquage spécifique au sol.
Ces prescriptions ne s'appliquent que du côté de la route sur lequel les panneaux sont placés, au-delà du signal dans le sens de la marche et jusqu'à la prochaine intersection.

## Usage

### Stationnement interdit
Le panneau B6a1 employé sans panonceau indique que le stationnement sur la chaussée et ses dépendances est interdit de façon permanente et à tous les véhicules motorisés.

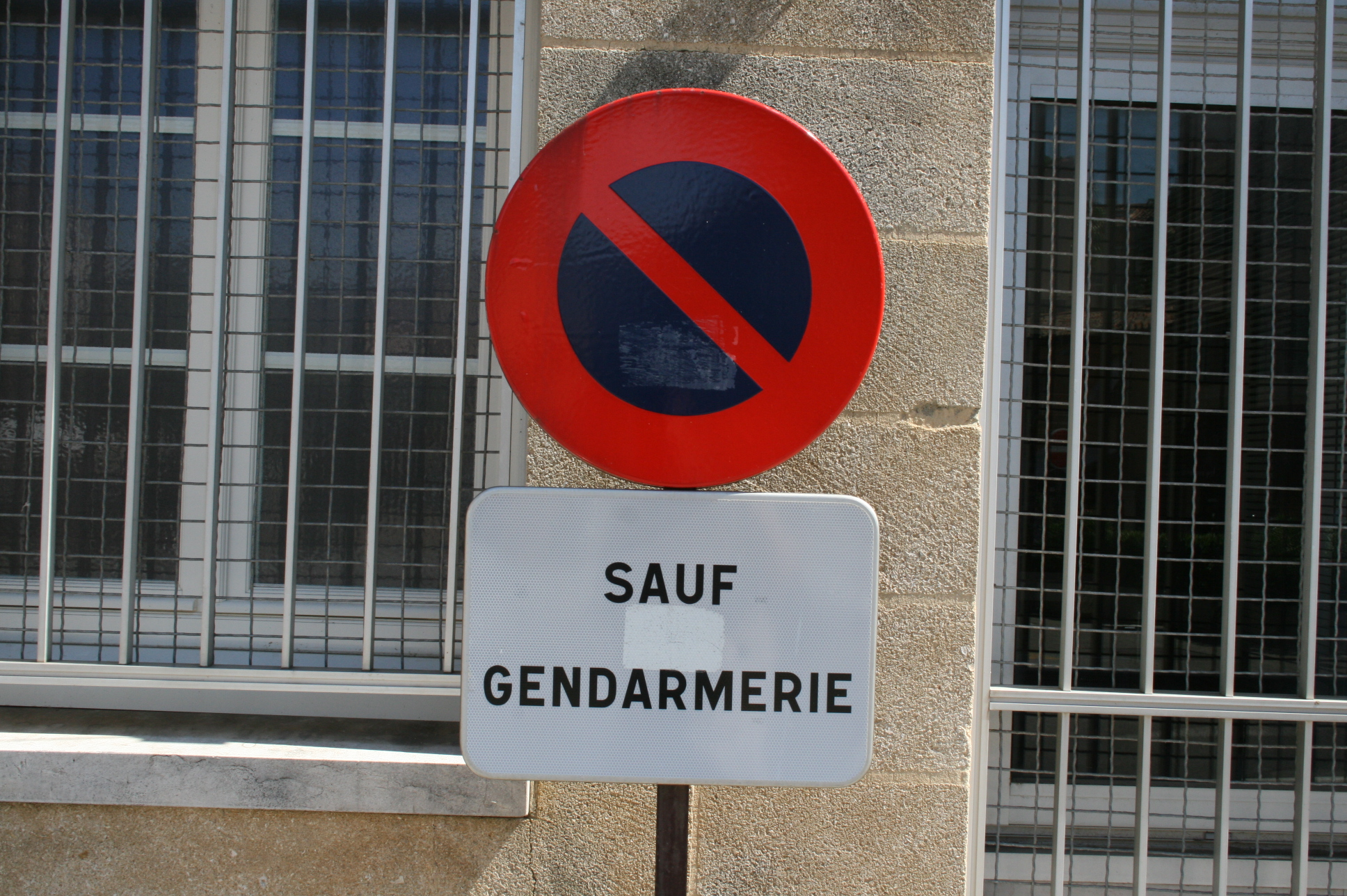
Panneau B6a1 - version de 1967 périmée (sans listel blanc)

La signalisation verticale peut, dans le cas d'interdiction permanente de stationner, être remplacée par le marquage sur la bordure de trottoir d'une bande discontinue jaune.

### Stationnement réglementé

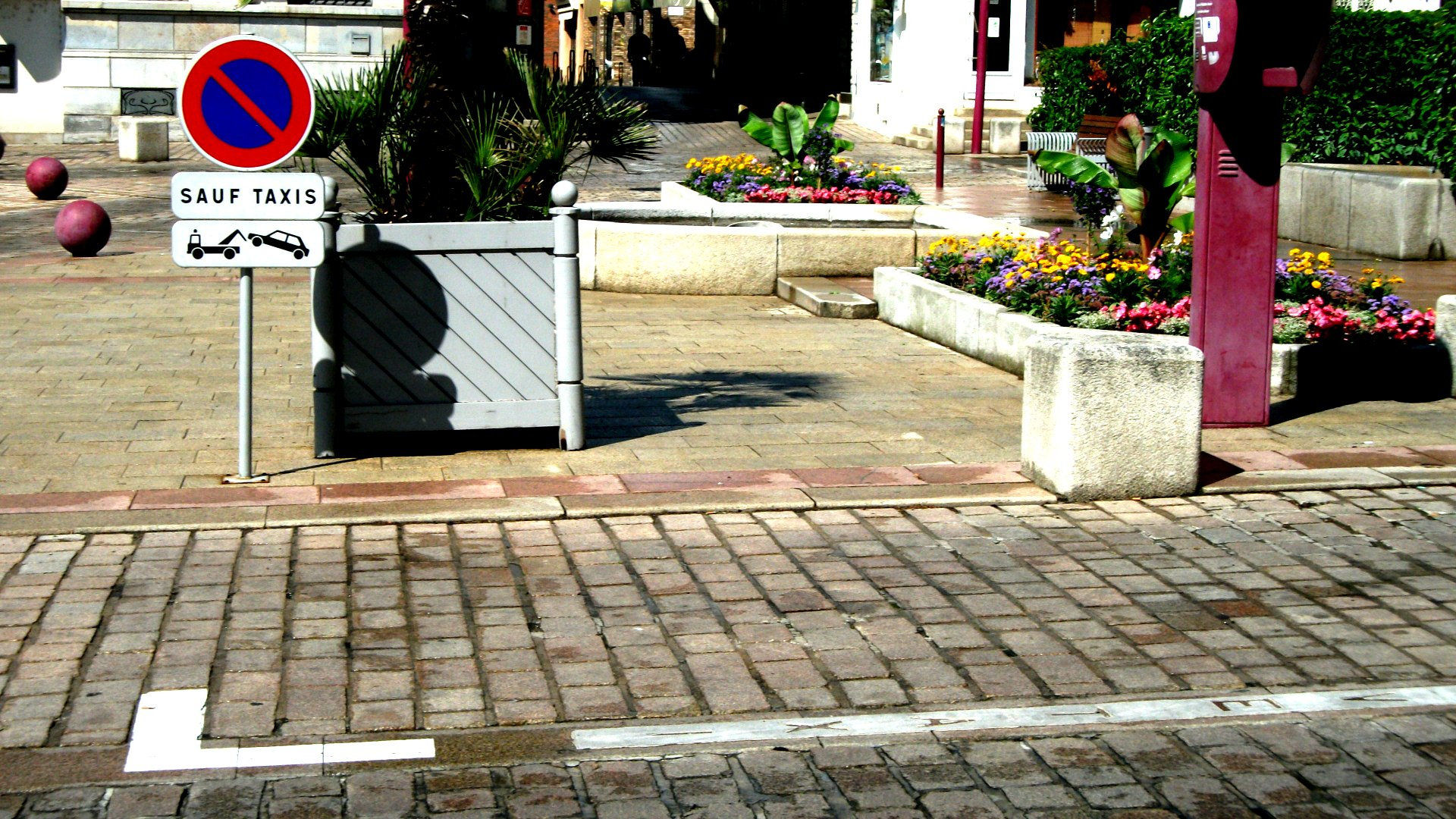
Sur cette place, le stationnement est interdit (panneau B6a1) sauf pour les taxis sous peine de mise en fourrière immédiate (M6a).

La signalisation du stationnement réglementé est effectuée soit à l'aide des panneaux B6a2 et B6a3, soit à l'aide de l'un des panneaux B6a complété par un ou plusieurs panonceaux M6.
Pour ces panneaux, on distingue les panonceaux M6 suivants :
- M6a : ils indiquent que le stationnement et/ou l'arrêt est gênant au sens de l'article R.417-10 du code de la route. Dans le cas de stationnement gênant, ils complètent le panneau B6a1. Dans le cas de stationnement et d'arrêt gênants, ils complètent le panneau B6d[3].
- M6b : ils concernent le stationnement unilatéral à alternance semi-mensuelle et peuvent être associés au panneau B6a1[3].
- M6c : ils concernent le stationnement à durée limitée contrôlé par disque. Ils indiquent la durée limite maximum autorisée de stationnement et les limites de la durée d’application de la mesure. Ils complètent les panneaux B6b3, B6b5 ou C1b et peuvent être associés au panneau B6a. Les panonceaux M6c-anciens peuvent être maintenus associés aux panneaux type B6a ou B6b3-anciens ou B6b5-anciens ou C1b-anciens[4].
- M6d : ils concernent le stationnement payant avec parcmètre et peuvent être associés aux panneaux de type B6a, B6b et C1[3].
- M6e : ils concernent le stationnement payant sans parcmètre et peuvent être associés aux panneaux de type B6a, B6b et C1[3].
- M6f : ils comportent toujours le mot « INTERDIT » suivi des précisions concernant l'interdiction (précision de temps, de lieu, de catégorie de véhicule, etc.) et peuvent être associés aux panneaux de type B6[3].
- M6g : ils comportent des indications diverses ne concernant pas les interdictions (par exemple les tarifs quand le stationnement est payant) et peuvent être associés aux panneaux de type B6a, B6b et C1[3].
- M6i : ils signalent que le stationnement est réservé aux véhicules électriques pendant la durée de recharge de leurs accumulateurs et complètent les panneaux de type B6a. Le marquage de l'emplacement de stationnement est mis en œuvre conformément à l’article 118-2, paragraphe C[4].

#### Stationnement unilatéral à alternance semi-mensuelle
Dans les rues où s'applique le régime de stationnement prévu par l'article R.417-2 du code de la route, on utilise les panneaux B6a2 et B6a3 qui peuvent être complétés par des panonceaux complémentaires M6b (cf. paragraphe 2 ci-avant) portant selon les cas l'une des deux inscriptions suivantes : « Interdit du 1er au 15 du mois » ou « Interdit du 16 à la fin du mois ».
Pour ne pas avoir pas à remplacer les panneaux B6a1 existants, ils peuvent être complétés également par des panonceaux complémentaires M6b.
Les panneaux B6a2 et B6a3 ne sont pas nécessaires dans les rues faisant partie des zones signalées à leur entrée par le panneau B6b2.

#### Stationnement à durée limitée avec contrôle par disque
Dans les rues où s'applique le régime du stationnement à durée limitée avec contrôle par disque (article R. 417-3 du code de la route), la signalisation peut se faire à l'aide du panneau du type B6a complété par un panonceau complémentaire M6c.
À l'intérieur de la zone bleue il est recommandé de peindre un ou plusieurs anneaux de couleur bleue sur les candélabres et les supports de panneaux.
Des lignes de couleur bleue sur la chaussée peuvent, dans ces rues, indiquer les emplacements où le stationnement est autorisé, mais limité dans le temps.

#### Stationnement payant
Aux emplacements munis de parcmètres, la présence de ceux-ci notifie que le stationnement est payant et que sa durée est limitée à celle du fonctionnement de la minuterie.
Dans les rues où s'applique le stationnement payant avec perception de la taxe par horodateur, préposé ou tout autre moyen, le caractère payant peut être signalé soit à l'aide d'un panneau B6a complété par un panonceau M6 soit à l'aide d'un marquage au sol.
Dans ce dernier cas, il convient que chaque emplacement soit délimité par des lignes de couleur blanche et que le mot « Payant » soit écrit :
- au niveau de chaque emplacement ou à cheval sur deux emplacements ;
- correctement visible de la chaussée,
- soit dans le sens transversal ;
- soit dans le sens longitudinal ; dans ce dernier cas l'usager doit rencontrer successivement dans le sens de circulation les lettres T, N, A, Y, A, P[5].

#### Réglementations diverses
Lorsque la réglementation du stationnement est telle que les précisions données par la signalisation sont insuffisantes, il est possible de compléter les panneaux B6a1, B6a2 ou B6a3 et les éventuels panonceaux complémentaires déjà prévus par un panonceau qui précise par exemple :
- la distance sur laquelle porte l'interdiction (panonceau d'étendue M2) ;
- la catégorie de véhicules auxquels s'applique la réglementation (panonceau de catégorie M4) ;
- les jours ou heures limites d'interdiction (panonceau complémentaire M6f) ;
- la durée au-delà de laquelle le stationnement est interdit (panonceau complémentaire M6f) ;
- les exceptions concernant certaines catégories de véhicules (panonceau complémentaire M6f) ;
- la réglementation concernant l'usage de certaines dépendances (panonceau complémentaire M6f).

### Utilisation des panonceaux d'application M8

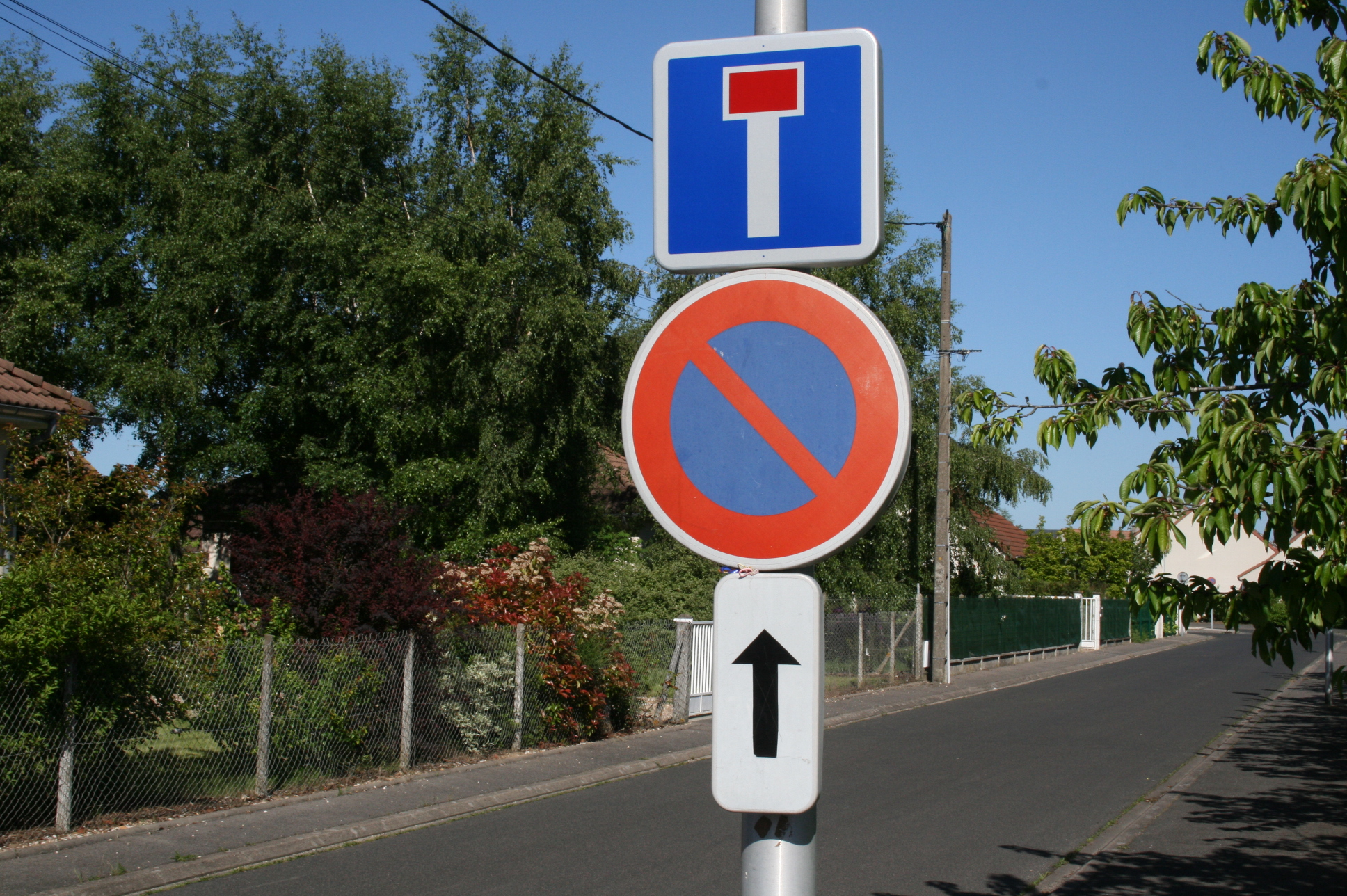
Panneau B6a1 accompagné d'un panonceau M8a (flèche vers le haut)

Les panneaux du type B6a peuvent être complétés par des panonceaux d'application M8 :
- La flèche M8a dirigée vers le haut signifie que la prescription commence au droit du panneau.
- La flèche M8b dirigée vers le bas signifie que la prescription s'applique en deçà mais cesse au droit du panneau. On peut ainsi signaler la fin de prescription[5].
- La double flèche M8c ayant une pointe dirigée vers le haut et une vers le bas signifie que la prescription s'applique de part et d'autre du panneau. Ce panonceau se substitue à un panonceau d'indications diverses (M9) portant la mention « RAPPEL » [5].
- La flèche dirigée vers la droite M8d ou vers la gauche M8e signifie que la prescription commence à partir du panneau dans le sens de la flèche et que la prescription ne s'applique pas dans le sens opposé à la flèche. La double flèche M8f ayant une pointe dirigée vers la gauche et une vers la droite signifie que la prescription s'applique sur le côté de la voie où est implanté le panneau de part et d'autre de celui-ci[6].

Les panonceaux M8d, M8e et M8f peuvent être complétés par l'indication de la longueur de la section sur laquelle s'applique la prescription. Cette indication peut aussi être portée à la partie supérieure du panonceau M8c ou sur le panonceau M8a.
Les panonceaux verticaux M8a, M8b, M8c sont à utiliser sous les panneaux placés perpendiculairement à l'axe de la chaussée sur laquelle s'applique la réglementation. Les panonceaux horizontaux M8d, M8e, M8f sont à utiliser sous les panneaux placés parallèlement à l'axe de la chaussée sur laquelle s'applique la réglementation.

## Caractéristiques
Il existe cinq gammes de dimensions de panneaux de prescription.

## Implantation

### Implantation longitudinale
Les panneaux de prescription de type B6 sont placés au voisinage immédiat de l'endroit où la prescription commence à s'imposer et du côté où le stationnement ou l'arrêt est interdit ou
réglementé. Ils doivent être répétés après chaque intersection autre que celles avec des voies privées non ouvertes à la circulation publique ou des chemins de terre.
Lorsque la distance entre deux intersections successives est supérieure à 75 m en agglomération ou 500 m en rase campagne, on peut, pour rappeler l'interdiction, implanter un ou plusieurs panneaux B6a intermédiaires complétés par un panonceau d'application M8c.
En agglomération, la répétition du panneau entre deux intersections est inutile lorsqu'il existe un marquage au sol d'une bande discontinue jaune.

### Distance latérale

Implantation d'un panneau de prescription sur trottoir en agglomération

Sauf contrainte de site, la distance entre l'aplomb de l'extrémité du panneau situé du côté de la chaussée et la rive voisine de cette extrémité ne doit pas être inférieure à 0,70 m.
En rase campagne, les panneaux sont placés en dehors de la zone située en bord de chaussée et traitée de telle façon que les usagers puissent y engager une manœuvre de redirection ou de freinage dite « zone de récupération », ou leur support au minimum à 2 m du bord voisin de la chaussée, à moins que des circonstances particulières s'y opposent (accotements étroits, présence d'une plantation, d'une piste cyclable, d'une voie ferrée, etc.).
En agglomération, les panneaux sont placés de manière à minimiser la gêne des piétons.
Le support d'un signal peut aussi être implanté sur une propriété riveraine ou ancré à une façade après accord du propriétaire ou par application si cela est possible en vertu du décret-loi du 30 octobre 1935 et du décret 57180 du 16 février 1957.

### Hauteur au-dessus du sol
En rase campagne, la hauteur réglementaire est fixée en principe à 1 m (si plusieurs panneaux sont placés sur le même support), cette hauteur est celle du panneau inférieur), hauteur assurant généralement la meilleure visibilité des panneaux frappés par les feux des véhicules. Elle peut être modifiée compte tenu des circonstances locales soit pour assurer une meilleure visibilité des panneaux, soit pour éviter qu'ils masquent la Circulation.
En agglomération, lorsqu’il y a un éclairage public, les panneaux peuvent être placés à une hauteur allant jusqu'à 2,30 m pour tenir compte notamment des véhicules qui peuvent les masquer, ainsi que de la nécessité de ne gêner qu'au minimum la circulation des piétons.

### Position de la face
Le plan de face avant d'un panneau implanté sur accotement ou trottoir doit être légèrement incliné de 3 à 5° vers l'extérieur de la route afin d'éviter le phénomène de réflexion spéculaire qui peut, de nuit, rendre le panneau illisible pendant quelques secondes.

## Visibilité de nuit
Les panneaux et panonceaux de signalisation doivent être visibles et garder le même aspect de nuit comme de jour. Les signaux de danger sont tous rétroréfléchissants ou éventuellement dans certaines conditions définies ci-dessous, éclairés.
Les revêtements rétroréfléchissants doivent avoir fait l'objet, soit d'une homologation, soit d'une autorisation d'emploi à titre expérimental. La rétroréflectorisation porte sur toute la surface des panneaux et panonceaux à l'exception des parties noires ou grises.